# Rio Gonçalves Dias
O Rio Gonçalves Dias é um curso de água que banha o estado do Paraná. O rio nasce na cidade de Santa Tereza do Oeste e segue no sentido sul até desaguar no Rio Iguaçu. Grande parte de seu percurso delimita a fronteira leste do Parque Nacional do Iguaçu e atravessa os municípios de Lindoeste, Santa Lúcia e Capitão Leônidas Marques.